# Milan Bomaštar
Milan Bomaštar (Novi Sad, 10 de julio de 1999) es un jugador de balonmano serbio que juega de portero en el C' Chartres MHB. Es internacional con la selección de balonmano de Serbia.
Su primer gran campeonato con la selección fue el Campeonato Europeo de Balonmano Masculino de 2022.

## Clubes
| Club                    | País    | Año         |
| ----------------------- | ------- | ----------- |
| RK Metaloplastika Šabac | Serbia  | 2016 - 2021 |
| Ademar León             | España  | 2021 - 2022 |
| IFK Skövde              | Suecia  | 2022 - 2023 |
| C' Chartres MHB         | Francia | 2023 - Act. |